# Chira spinosa
Chira spinosa là một loài nhện trong họ Salticidae.
Loài này thuộc chi Chira. Chira spinosa được Cândido Firmino de Mello-Leitão miêu tả năm 1939.